# Verneiges
Verneiges település Franciaországban, Creuse megyében. Lakosainak száma 124 fő (2022. január 1.). Verneiges Auge, Bord-Saint-Georges, Lépaud, Nouhant és Soumans községekkel határos.

## Népesség
A település népessége az elmúlt években az alábbi módon változott:
| Lakosok száma | 143  | 95   | 71   | 90   | 109  | 111  | 114  | 120  | 120  | 124  |
|               | 1968 | 1982 | 1990 | 2006 | 2013 | 2015 | 2017 | 2019 | 2020 | 2022 |